# عبد الله أحمد
عبد الله أحمد عبد الله (1932 -24 فبراير 2024) هو ممثل ومؤلف قطري، بدأ مشوارة الفني منذ بداية فترة الستينات ولكن الانطلاقة الحقيقية كانت في فترة السبعينات من القرن العشرين، عندما قام بكتاتبة مسرحيتين وهما (عانس) و(سبع السبمبع) وكتبها لفرقة المسرح القطري عام 1972 ، قام بنشر مقالات في جريدة الراية بعنوان (حكايات المسرح في قطر)، يروي من خلاله بدايات المسرح القطري.

## أعمالة
المسرحيات كممثل ومؤلف:
- عانس من إخراج كمال المحيسي·
- من طول الغيبات من إخراج سيد الريس.
- مرة وبس من إخراج كمال المحيسي.
- سبع السبمبع من إخراج عبد اللطيف سمهنون·
- أم الزين من إخراج هاني صنوبر·
- إلى أين من إخراج هاني صنوبر·
- الزوج العازب من إخراج مصطفى عبد الوهاب.
- الجريمة من إخراج عبد الرحمن المناعي·
- المغني والاميرة إخراج عبد الرحمن المناعي·
- سوق البنات من إخراج علي ميرزا محمود·
- خال الكلفس من إخراج علي ميرزا محمود.
- ولكنة تركها تموت من إخراج علي ميرزا محمود·
- ياليل ياليل من إخراج عبد الرحمن المناعي·
- مقامات بن بحر من إخراج عبد الرحمن المناعي·
- آباء وأبناء من إخراج عوني كرومي ·
- المتراشقون من إخراج علي ميرزا محمود·
- سجلات رسمية من إخراج حمد الرميحي·
- المحارة ملكة الازمان القديمة من إخراج حمد الرميحي·
- مظلوم ظلم مظلوم من إخراج حمد الرميحي.
- ياسمينة والسندباد من إخراج حسن إبراهيم·
- عذابات أحمد بن ماجد من إخراج حمد الرميحي.
- نورة من إخراج سعد بورشيد - عرضت في الكويت·
- مجاريح من إخراج ناصر عبد الرضا.

التلفزيونية كممثل:
- العرندس من إخراج حسين حامد.
- الدالوب من إخراج وجيه الشناوي·
- التائهة من إخراج وحيه الشناوي·
- قلعة الشطار من إخراج حسين حامد.
- الناس الطيبين من إخراج علي الحمادي·
- البيت الكبير من إخراج إبراهيم الصباغ.
- الناس بيزات من إخراج إبراهيم الصباغ.
- صار وش وكان من إخراج إبراهيم الصباغ.
- عيني يابحر من إخراج عبد المجيد الرشيدي·
- بيت المغتني من إخراج عبد المجيد الرشيدي ·
- عيال الذيب من إخراج أحمد دعيبس.
- حكم البشر من إخراج أحمد المقلة·
- درب الخطايا من إخراج سالم الكردي·
- جدار الصمت من إخراج بسام سعد·
- تيمور من إخراج سامر جبر.

الإذاعية كممثل:
- تجار المخشر من إخراج محمد بوجسوم.
- عصافير الجنة من إخراج ناصر المؤمن.
- ربيع بلا مطر من إخراج أحمد مفتاح.